# Sigray Fülöp

A Sigray család grófi címere

Gróf felső- és alsósurányi Sigray Fülöp József Imre Ádám Benjamin (e. zsigrai, Pest, Belváros, 1823. február 16. – Ivánc, 1883. szeptember 10.) cs. és kir. kamarás, országgyűlési képviselő és a Kisfaludy Társaság alapítója, földbirtokos.

## Élete
A magyar római katolikus főnemesi származású gróf Sigray család sarja. Apja gróf Sigray József (1768–1830), Somogy vármegye főispánja, nagybirtokos, anyja kisjeszeni Jeszenszky Amália (1790–1848) volt. Apai nagyapja, gróf Sigray Károly (1716–1800), Somogy vármegye főispánja, hétszemélynök, a Dunántúli Kerületi Tábla elnöke; és apai nagyanyja, gróf Sigray Károlyné gróf nemesságodi Szvetics Zsófia (1744–1784), aki gróf nemesságodi és pleternicai Szvetics Jakab (1703–1781) királyi személynöknek az egyetlen leánya volt. Anyai nagyszülei kisjeszeni Jeszenszky Antal (1752–1810), földbirtokos, és gyulai Gaál Zsófia (1761–1820) voltak. Sigray Fülöp gróf nagybátyja, gróf Sigray Jakab (1764–1795) jogász, földbirtokos, a magyar jakobinus mozgalom egyik vezetője volt.
Tanulmányai befejezése után birtokain gazdálkodott. A Deák-párt képviselőjeként 1867–68-ban az országgyűlés tagja. A Kisfaludy Társaság alapító tagja lett. 1860-ban 25 100 koronát adományozott a Magyar Tudós Társaságnak. Élete során költőként néhány versét a Fővárosi Lapok közölte, illetve két elhunyt felesége emlékére, tiszteletére egy-egy verseskötetet adott ki.

## Házasságai és leszármazottjai

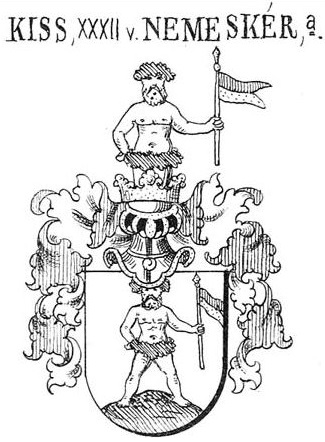
A nemeskéri Kiss család címere

A magurai Augusz család a címere

Sigray Fülöp gróf 1847. június 15-én Iváncon feleségül vette a római katolikus nemesi származású nemeskéri Kiss Lujzát (Székesfehérvár, 1828. december 28.–Ivánc, 1855. május 3.), akinek a szülei nemeskéri Kiss Sándor (1790–1857), földbirtokos, és peszaki Bajzáth Franciska (1795–1861) asszony voltak. Sigray Fülöp gróf és nemeskéri Kiss Lujza frigyéből született:
- gróf Sigray Alojzia Mária Felicitas Franciska (Kőszeg, 1848. október 19.). Férje, gróf Sigray-Saint-Marsan József (†Kaltenleutgeben, 1898. július 27.)[7]
- gróf Sigray Róbert, (†1853)

Első felesége halála után Budapesten 1877. június 12-én feleségül vette báró magurai Augusz Klárát (Buda-Pest, 1857. március 28.–Ivánc, 1889. október 28.), akinek a szülei báró Augusz Antal (1807–1878), színházvezető, mecénás, és lovag Schwab Klára (1826–1894) voltak. Sigray Fülöp gróf és Augusz Klára bárónő házasságából született:
- gróf Sigray Klára Georgina Mária Filippina (Ivánc, 1878. május 9.–Budapest, 1962. május 5.).[9] Férje, báró bauschlotti Schell József (Nagyida, Abaúj vármegye, 1868. augusztus 29.–Bécs, 1930. február 22.), cs. és kir. kamarás.[10]
- gróf Sigray Antal Mária Fülöp Alajos (Ivánc, 1879. május 17.–New York, 1947. december 26.), legitimista politikus, a Sigray család utolsó férfisarja. Felesége, Harriot Holmes Daly (Bute Montana, 1884. július 12.)
- gróf Sigray István Gyula Mária (Ivánc, 1880. szeptember 21.–Kalocsa, 1895. március 17.)

## Műve
- A szerelem új könyve. Költemények. Bpest, 1876. (Ism. P. Napló 44., Kelet Népe 60., Magyarország és a Nagyvilág 13. sz.)